# المقاومة عند جسر نينجيانغ
مقاومة عند جسر نينجيانغ (بالصينية المبسطة寧陽 الصينية تقليدية寧陽)
هي مقاومة الصينين حدثت ضد الجنود اليابانيين المسيطرة على الصين بعد انسحاب القوات الصينية من شانغهاي وتقدم قوات اليابانية إلى ووهان. في أبريل قررت القوات اليابانية تفريق الجنود الصينين وبدأت بعد غزو ووهان والتقدم نحو تلال الشمالية في منغوليا جنوبية وتفريق جنود صينية جنوب مدينة ووهان وتقدم نحو نينجيانغ على نهر اليانغتسي ما بين شهر ابريل ومايو.

## مقاومة جسر ناينجيانغ
تاريخ (من مايو_ابريل) / موقع (على أحد جسور ناينجيانغ ⁦28°39'46"N⁩ ⁦115°51'29"E⁩) / النتيجة (انتصاراليابان_مانشوكو) / القادة (غير معروف) / القوة (غير معروف) /الخسائر (؟؟؟) بعد وصول قوات اليابانية لنينجيانغ لمواجهة القوات الصينية الغير منتظمة على نهر اليانغتسي على جسر استمر مقاومة لمدة طويلة لكن بالنهاية انتصرت اليابان وبذلك سيطرت على المصانع الحيوية للصين xy